# Ускюль
Ускюль — село в Татарском районе Новосибирской области. Административный центр Ускюльского сельсовета.

## География
Площадь села — 303 гектара.

## Население
| 2002 | 2007 | 2010 |
| ---- | ---- | ---- |
| 536  | ↘508 | ↘346 |

## Инфраструктура
В селе по данным на 2007 год функционируют 1 учреждение здравоохранения и 2 учреждения образования.